# Рабаул
Раба́ул (англ. Rabaul) — порт на северо-восточном берегу острова Новая Британия в составе государства Папуа — Новая Гвинея. Бывшая столица провинции Восточная Новая Британия. В 1994 году город был разрушен вулканическим пеплом, выброшенным в воздух во время извержения соседнего вулкана Тавурвур. После извержения столицу провинции перенесли в город Кокопо.

## География
Город находится на территории провинции Восточная Новая Британия, в прошлом был её административным центром. Высота города над уровнем моря составляет 19 м.

## История

### Колониальный период и Первая мировая война
Город был основан немецкими колонистами в 1878 году и входил в состав Германской Новой Гвинеи. С 1884 по 1910 год назывался Симпсонхафен.
В 1910 году германские колониальные власти переместили конторы, суд, госпиталь и таможню из тогдашней столицы Хербертсхёэ (в настоящее время — Кокопо) в Симпсонхафен. Новый статус привёл к росту города. В том же году Симпсонхафен был переименован в Рабаул, что на языке местного племени означало «мангры» (город частично был построен на осушенном мангровом болоте).
После начала Первой мировой войны небольшой германский гарнизон был разбит австралийскими войсками. В 1920 году оккупированные территории были делегированы Австралии мандатом Лиги Наций. Рабаул стал столицей австралийской Территории Новая Гвинея.

### Извержение 1937 года
В 1937 году Рабаул был разрушен извержением вулканов Тавурвур и Вулкан. Жертвами извержения стали 507 человек, городу был причинён значительный ущерб. После извержения австралийские власти решили перенести столицу территории в более безопасное место — Лаэ.

### Вторая мировая война
Во время Тихоокеанской войны в Рабауле располагалась важная японская военная база — место базирования воздушных сил. Японцами были вырыты многочисленные подземные сооружения (общая протяженность почти 576 км).
19 сентября 1994 года в результате извержения вулкана Тавурвур город Рабаул был почти полностью засыпан пеплом. Множество людей погибло; большинство зданий оказались разрушены. Хотя часть города и была позднее восстановлена, население его после катастрофы сократилось более чем на треть.

## Население
По данным на 2013 год численность населения города составляла 7882 человека.
Динамика численности населения города по годам:
| 1980   | 1990   | 2000  | 2013  |
| ------ | ------ | ----- | ----- |
| 14 973 | 17 022 | 8 885 | 7 882 |

## Достопримечательности
В городе есть дорога, названная в честь японского мангаки Сигэру Мидзуки. В свою очередь художник посвятил жителям острова книгу «Воспоминания о Рабауле» (Rabauru Senki, のラバウル戦記 ).